# Mathématiques des jeux d'argent
 (août 2023).
La mise en forme du texte ne suit pas les recommandations de Wikipédia : il faut le « wikifier ».
Les points d'amélioration suivants sont les cas les plus fréquents :
- Les titres sont pré-formatés par le logiciel. Ils ne sont ni en capitales, ni en gras.
- Le texte ne doit pas être écrit en capitales (les noms de famille non plus), ni en gras, ni en italique, ni en « petit »…
- Le gras n'est utilisé que pour surligner le titre de l'article dans l'introduction, une seule fois.
- L'italique est rarement utilisé : mots en langue étrangère, titres d'œuvres, noms de bateaux, etc.
- Les citations ne sont pas en italique mais en corps de texte normal. Elles sont entourées par des guillemets français : « et ».
- Les listes à puces sont à éviter, des paragraphes rédigés étant largement préférés. Les tableaux sont à réserver à la présentation de données structurées (résultats, etc.).
- Les appels de note de bas de page (petits chiffres en exposant, introduits par l'outil «  Source ») sont à placer entre la fin de phrase et le point final[comme ça].
- Les liens internes (vers d'autres articles de Wikipédia) sont à choisir avec parcimonie. Créez des liens vers des articles approfondissant le sujet. Les termes génériques sans rapport avec le sujet sont à éviter, ainsi que les répétitions de liens vers un même terme.
- Les liens externes sont à placer uniquement dans une section « Liens externes », à la fin de l'article. Ces liens sont à choisir avec parcimonie suivant les règles définies. Si un lien sert de source à l'article, son insertion dans le texte est à faire par les notes de bas de page.
- La présentation des références doit suivre les conventions bibliographiques. Il est recommandé d'utiliser les modèles {{Ouvrage}}, {{Chapitre}}, {{Article}}, {{Lien web}} et/ou {{Bibliographie}}. Le mode d'édition visuel peut mettre en forme automatiquement les références.
- Insérer une infobox (cadre d'informations à droite) n'est pas obligatoire pour parachever la mise en page.

Pour une aide détaillée, merci de consulter Aide:Wikification.
Si vous pensez que ces points ont été résolus, vous pouvez retirer ce bandeau et améliorer la mise en forme d'un autre article.
Vous pouvez aider à l'améliorer ou bien discuter des problèmes sur sa page de discussion.
Les mathématiques des jeux d'argent, ou jeux de hasard, regroupent les applications de la théorie des probabilités rencontrées dans les jeux de hasard et peuvent être incluses dans la théorie des jeux. Sur le plan mathématique, les jeux de hasard se résument à des expériences générant différents types d'événements aléatoires, qu'il est possible de calculer en utilisant les propriétés des probabilités sur un espace fini de probabilités.

## Expériences, événements et espaces de probabilité
Les processus techniques d'un jeu sont des expériences qui génèrent des événements aléatoires. En voici quelques exemples:
Les occurrences peuvent être définies; cependant, lors de la formulation d'un problème de probabilité, elles doivent l'être avec beaucoup de précautions. D'un point de vue mathématique, les événements ne sont rien d'autre que des sous-ensembles, et l'espace des événements est une algèbre de Boole. On trouve des événements élémentaires et composés, des événements exclusifs et non exclusifs, des événements indépendants et non indépendants.
Dans l'expérience du lancer de dé:
- L'événement {3, 5} (dont la définition littérale est l'occurrence de 3 ou de 5) est composé car {3, 5}= {3} U {5};
- Les événements {1}, {2}, {3}, {4}, {5}, {6} sont élémentaires;
- Les événements {3, 5} et {4} sont incompatibles ou exclusifs car leur intersection est vide, c'est-à-dire qu'ils ne peuvent pas se produire simultanément;
- Les événements {1, 2, 5} et {2, 5} sont non exclusifs, car leur intersection n'est pas vide;

Dans l'expérience consistant à lancer deux dés l'un après l'autre, les événements "3" sur le premier dé et "5" sur le second sont indépendants car l'occurrence du premier n'influence pas l'occurrence du second, et vice versa.
Dans l'expérience de distribution des cartes de poche au Texas Hold'em Poker:
- L'événement consistant à distribuer (3♣, 3♦) à un joueur est un événement élémentaire;
- L'événement consistant à distribuer deux 3 à un joueur est composé car il est l'union des événements (3♣, 3♠), (3♣, 3♥), (3♣, 3♦), (3♠, 3♥), (3♠, 3♦) et (3♥, 3♦);
- Les événements le joueur 1 reçoit une paire de rois et le joueur 2 reçoit une paire de rois ne sont pas exclusifs (ils peuvent tous deux se produire);
- Les événements suivants: le joueur 1 reçoit deux connecteurs de cœur supérieurs à J et le joueur 2 reçoit deux connecteurs de cœur supérieurs à J sont exclusifs (un seul peut se produire);
- Les événements le joueur 1 reçoit (7, K) et le joueur 2 reçoit (4, Q) ne sont pas indépendants (l'occurrence du second dépend de l'occurrence du premier, alors que le même jeu de cartes est utilisé).

Il s'agit de quelques exemples d'événements de jeu dont les propriétés de composition, d'exclusivité et d'indépendance sont facilement observables. Ces propriétés sont fondamentales dans le calcul pratique des probabilités.

## Combinaisons
Les jeux de hasard sont de bons exemples de combinaisons, de permutations et d'arrangements qui se rencontrent à chaque étape: combinaisons de cartes dans la main d'un joueur, sur la table ou attendues dans tout jeu de cartes; combinaisons de chiffres lorsqu'on lance plusieurs dés à la fois; combinaisons de chiffres à la loterie et au Bingo; combinaisons de symboles dans les machines à sous; permutations et arrangements dans une course sur laquelle on parie, etc. Le calcul combinatoire fait partie intégrante des applications de la probabilité des jeux de hasard. Dans les jeux de hasard, la plupart des calculs de probabilité dans lesquels nous utilisons la définition classique de la probabilité reviennent à compter les combinaisons. Les événements de jeu peuvent être identifiés à des ensembles, qui sont souvent des ensembles de combinaisons. Il est donc possible d'identifier un événement à une combinaison.
Par exemple, dans un jeu de poker à cinq tirages, le fait qu'au moins un joueur détienne un carré peut être identifié à l'ensemble de toutes les combinaisons de type (xxxxy), où x et y sont des valeurs distinctes de cartes. Cet ensemble comporte 13C(4,4)(52-4)=624 combinaisons. Les combinaisons possibles sont (3♠ 3♣ 3♥ 3♦ J♣) ou (7♠ 7♣ 7♥ 7♦ 2♣). Ceux-ci peuvent être identifiés à des événements élémentaires dont l'événement à mesurer est constitué. 

## Principes mathématiques

### Loi des grands nombres
Lorsque des événements aléatoires se produisent un grand nombre de fois, le hasard s'annule de sorte que la moyenne arithmétique des résultats de ces événements est très proche de sa valeur mathématique au sens probabiliste. Par exemple, lorsqu'on lance une pièce de monnaie, il est aléatoire de savoir quel côté de la pièce ressort lorsqu'elle tombe, mais si cela se produit un nombre suffisant de fois, le nombre de fois où la pièce ressort des deux côtés est d'environ la moitié pour chaque côté. C'est ce qu'on appelle la loi des grands nombres.
Gagner et perdre au jeu se comporte également comme un événement aléatoire chez une seule personne et pendant une courte période, mais à long terme, tant que le joueur a un taux de rendement négatif, il est certain qu'il perdra tôt ou tard au fur et à mesure de la progression du jeu. Pour le casino, comme pour les joueurs, tant que le taux de gain du jeu est positif, il s'agit d'une victoire certaine .

### Principe du taux de rendement positif
La clé de la victoire ou de la défaite est le taux de rendement déterminé par les règles et la stratégie du jeu. Le taux de rendement reflète la vérité et la nature du jeu. Le principe de conception des règles de jeu consiste habituellement à faire en sorte que le taux de gain du casino soit légèrement supérieur à 50 %, ce qui se traduit par un taux de rendement positif légèrement supérieur à zéro. Le jeu n'est pas une question de chance, mais un concours d'intelligence, de stratégie et de rentabilité. Le gain final des jeux de hasard à long terme dépend du taux de rendement du jeu : si le taux de rendement est positif, le rendement attendu est supérieur à zéro et l'on peut gagner; si le taux de rendement est négatif, le rendement attendu est inférieur à zéro et l'on ne peut pas gagner. Lorsque le taux de rendement est négatif, le rôle de la loi des grands nombres se fait de plus en plus sentir. Les joueurs professionnels, qui adhèrent au principe d'un taux de rendement positif, ne jouent pas longtemps et perdront le jeu, mais seulement s'ils sont sûrs de gagner. Ce ne sont pas des joueurs .

### Loi des petits nombres
La loi des grands nombres signifie que lorsque l'échantillon est proche de l'ensemble, sa probabilité sera proche de la probabilité globale. Le "biais de la loi des petits nombres" fait référence au fait que la distribution de probabilité d'un événement dans un petit échantillon est considérée comme la distribution globale, ce qui exagère la représentativité du petit échantillon par rapport à l'ensemble de la population. Une autre situation est ce que l'on nomme "l'erreur du joueur". Par exemple, lorsqu'on tire à pile ou face, si le résultat tombe sur pile 10 fois de suite, on pourrait penser que la prochaine fois qu'il tombera sur face est très probable ; en fait, la probabilité de tomber sur pile ou sur face est de 0,5 à chaque fois, et elle n'a rien à voir avec le nombre de fois où le résultat est tombé sur pile.
Ignorer l'effet de la taille de l'échantillon, croire que les petits et les grands échantillons ont la même valeur attendue, et remplacer la loi probabiliste correcte des grands nombres par la fausse loi psychologique des faibles nombres, est la cause de l'augmentation considérable de la mentalité des gens en matière de jeu. Les casinos croient en la loi des grands nombres et les joueurs appliquent inconsciemment la loi des petits nombres. La loi des grands nombres permet aux casinos de gagner de l'argent, et la loi des petits nombres permet aux joueurs de donner de l'argent aux casinos .

### L'avantage du casino
L'avantage du casino est l'avantage que le casino a sur les joueurs pour chaque type de jeu dans le casino.
Si un joueur mise 10$ sur le fait que la pièce tombe sur pile ou face et qu'il gagne, le casino lui verse 10$. S'il gagne, la totalité des 10$ est perdue par le casino ; dans ce cas, l'avantage du casino est nul (le casino n'est certainement pas assez stupide pour ouvrir ce jeu) ; mais s'il gagne, le casino ne lui verse que 9$, et s'il perd, la totalité des 10 $ est perdue par le casino. La différence entre gagner et perdre ce dollar est l'avantage du casino, dans le cas ci-dessus, l'avantage du casino est de 10%.
Dans tout type de jeu dans un casino, le casino a un certain atout par rapport aux joueurs, et ce n'est que de cette manière que le casino peut s'assurer qu'il continuera à ouvrir ses portes à long terme. L'avantage du casino varie considérablement d'un jeu à l'autre, certains jeux ayant un avantage faible et d'autres un avantage élevé. Les personnes qui jouent beaucoup essaient de ne pas jouer à des jeux où l'avantage du casino est élevé .

## Attentes et stratégie
Les jeux de hasard ne sont pas simplement de pures applications du calcul des probabilités et les situations de jeu ne sont pas seulement des événements isolés dont la probabilité numérique est bien établie par des méthodes mathématiques ; ce sont aussi des jeux dont le déroulement est influencé par l'action humaine. Dans les jeux de hasard, l'élément humain revêt un caractère frappant. Le joueur ne s'intéresse pas seulement à la probabilité mathématique des différents événements de jeu, mais il a des attentes à l'égard des jeux alors qu'il existe une interaction majeure. Pour obtenir des résultats favorables de cette interaction, les joueurs prennent en compte toutes les informations possibles, y compris les statistiques, pour élaborer des stratégies de jeu,.
Même si le caractère aléatoire inhérent aux jeux de hasard semble garantir leur équité (du moins en ce qui concerne les participants autour d'une table - battre un jeu ou faire tourner une roue ne favorise aucun joueur, sauf en cas de fraude), les joueurs recherchent et attendent des irrégularités dans ce caractère aléatoire qui leur permettraient de gagner. Il a été mathématiquement démontré que, dans des conditions idéales de hasard et avec une espérance négative, aucun gain régulier à long terme n'est possible pour les joueurs de jeux de hasard. La plupart des joueurs acceptent ce postulat, mais continuent de travailler sur des stratégies qui leur permettent de gagner à court terme ou à long terme.

### Avantage ou marge de la maison
Les jeux de casino procurent un avantage prévisible à long terme au casino, ou "maison", tout en offrant au joueur la possibilité d'un gain important à court terme. Certains jeux de casino comportent un élément d'habileté, où le joueur prend des décisions ; ces jeux sont appelés "aléatoires avec un élément tactique". Bien qu'il soit possible de minimiser l'avantage de celle-ci en jouant habilement, il est rare qu'un joueur soit suffisamment habile pour éliminer son désavantage inhérent à long terme (l'avantage de la maison ou le vigorish de la maison) dans un jeu de casino. La croyance populaire veut qu'un tel ensemble de compétences implique des années d'entraînement, une mémoire et une capacité de calcul extraordinaires, et/ou une observation visuelle ou même auditive aiguë, comme dans le cas du chronométrage des roues à la roulette . Pour plus d'exemples, voir le jeu avantageux .
Le désavantage du joueur est dû au fait que le casino ne paie pas les mises gagnantes en fonction des "vraies cotes" du jeu, qui sont les paiements auxquels on pourrait s'attendre compte tenu des chances qu'une mise soit gagnante ou perdante. Par exemple, si l'on joue à un jeu en pariant sur le nombre qui résulterait du lancement d'un dé, la cote réelle serait de 5 fois le montant parié puisqu'il y a une probabilité de 1/6 pour qu'un seul numéro apparaisse. Toutefois, le casino ne peut payer que 4 fois le montant misé pour un pari gagnant.
L' avantage de la maison (HE) ou vigoureux est défini comme le profit du casino exprimé en pourcentage de la mise initiale du joueur. Dans des jeux tels que le Blackjack ou le Spanish 21, la mise finale peut être plusieurs fois supérieure à la mise initiale si le joueur double ou divise sa mise.
Exemple: À la roulette américaine, il y a deux zéros et 36 numéros non nuls (18 rouges et 18 noirs). Si un joueur mise 1$ sur le rouge, sa chance de gagner 1$ est donc de 18/38 et sa chance de perdre 1$ (ou de gagner - 1$) est de 20/38.
La valeur attendue du joueur, EV = (18/38 x 1) + (20/38 x -1) = 18/38 - 20/38 = -2/38 = -5,26%. Par conséquent, l'avantage de la maison est de 5,26 %. Après 10 tours, jouez 1$ par tour et le profit moyen de la maison sera 10 x 1$ x 5.26% = 0.53$. Bien entendu, le casino ne peut pas gagner exactement 53 cents; ce chiffre représente le bénéfice moyen que le casino tirerait de chaque joueur s'il avait des millions de joueurs misant chacun 10 tours à 1$ par tour.
La marge du casino varie considérablement d'un jeu à l'autre. Au keno, elle peut atteindre 25% et aux machines à sous 15%, tandis qu'elle se situe entre 0,3% et 0,4% pour la plupart des jeux de australiens Pontoon.
Le calcul de l'avantage de la maison à la roulette était un exercice trivial; pour d'autres jeux, ce n'est généralement plus le cas. Une analyse combinatoire et/ou une simulation informatique sont nécessaires pour mener à bien cette tâche.
Dans les jeux qui comportent un élément d'habileté, comme le Blackjack ou le Spanish 21, l'avantage de la maison est défini comme étant l'avantage de la maison à partir d'un jeu optimal (sans l'utilisation de techniques avancées telles que le comptage de cartes ou le suivi du mélange ), sur la première main du sabot (le récipient qui contient les cartes). L'ensemble des jeux optimaux pour toutes les mains possibles est connu sous le nom de "stratégie de base" et dépend fortement des règles spécifiques, et même du nombre de jeux utilisés. Les bons jeux de Blackjack et de Spanish 21 doivent avoir une marge de profit inférieure à 0,5%.
Les jeux de machines à sous en ligne ont souvent un pourcentage de retour au joueur (RTP) publié qui définit l'avantage théorique de la maison. Certains développeurs de logiciels choisissent de publier le RTP de leurs machines à sous, tandis que d'autres ne le font pas. Malgré le RTP théorique, presque tous les résultats sont possibles à court terme.

### Écart-type
Le facteur chance dans un jeu de casino est quantifié à l'aide de l’écart type (ET). L'écart-type d'un jeu simple comme la roulette peut être calculé simplement en raison de la distribution binomiale des succès (en supposant un résultat de 1 unité pour un gain et de 0 unité pour une perte). Pour la distribution binomiale, l'écart-type est égal à  {\displaystyle {\sqrt {npq}}}, où {\displaystyle n} est le nombre de tours joués, {\displaystyle p} est la probabilité de gagner, et {\displaystyle q} est la probabilité de perdre. En outre, si nous misons 10 unités par tour au lieu d'une unité, l'éventail des résultats possibles est multiplié par 10. Par conséquent, le ET pour la mise à l'argent à la roulette est égal à{\displaystyle 2b{\sqrt {npq}}}, où {\displaystyle b} est la mise forfaitaire par tour, {\displaystyle n} est le nombre de tours, {\displaystyle p=18/38}, et {\displaystyle q=20/38} .
Après un nombre assez important de tours, la distribution théorique du gain total converge vers distribution normale, ce qui donne une bonne possibilité de prévoir le gain ou la perte possible. Par exemple, après 100 tours à 1 $ par tour, l'écart-type du gain (également de la perte) sera de {\displaystyle 2\cdot \$1\cdot {\sqrt {100\cdot 18/38\cdot 20/38}}\approx \$9.99} . Après 100 coups, la perte attendue sera {\displaystyle 100\cdot \$1\cdot 2/38\approx \$5,26} .
La fourchette de 3 sigma est six fois l’écart type : trois au-dessus de la moyenne et trois en dessous. Par conséquent, après 100 tours en pariant 1 $ par tour, le résultat se situera très probablement quelque part entre et {\displaystyle -\$5.26-3\cdot \$9.99} et {\displaystyle -\$5.26+3\cdot \$9.99}, soit entre -34$ et 24$. Il y a toujours environ 1 chance sur 400 que le résultat ne soit pas dans cette fourchette, c'est-à-dire que soit le gain dépasse 24$, soit la perte dépasse 34$.
L'écart-type pour un pari à parité à la roulette est l'un des plus faibles de tous les jeux de casino. La plupart des jeux, en particulier les machines à sous, ont des écarts types extrêmement élevés. L'écart-type augmente avec le montant des gains potentiels.
Malheureusement, les considérations ci-dessus pour un petit nombre de tours sont incorrectes, car la distribution est loin d'être normale. En outre, les résultats des jeux les plus volatils convergent généralement vers la distribution normale beaucoup plus lentement, ce qui nécessite un nombre de tours beaucoup plus important.
Au fur et à mesure que le nombre de tours augmente, la perte attendue finira par dépasser l'écart-type, plusieurs fois. La formule montre que l'écart-type est proportionnel à la racine carrée du nombre de tours joués, tandis que la perte attendue est proportionnelle au nombre de tours joués. Plus le nombre de tours augmente, plus la perte attendue augmente rapidement. C'est pourquoi il est pratiquement impossible pour un joueur de gagner à long terme (s'il n'a pas d'avantage). C'est le rapport élevé entre l'écart-type à court terme et la perte attendue qui fait croire aux joueurs qu'ils peuvent gagner.
L'indice de volatilité (VI) est défini comme l'écart type pour un tour, en pariant une unité. est défini comme l'écart-type d'un tour, en misant une unité. Par conséquent, l'indice de volatilité d'un pari à la {\displaystyle {\sqrt {18/38\cdot 20/38}}\approx 0.499} roulette américaine à parité est le suivant.
La variance {\displaystyle v} est définie comme le carré du VI. Par conséquent, la variance d'un pari pair à la roulette américaine est d'environ 0,249, ce qui est extrêmement faible pour un jeu de casino. La variance du Blackjack est d'environ 1,2, ce qui reste faible par rapport aux variances des machines de jeux électroniques (MGE).
En outre, le terme de l'indice de volatilité basé sur certains intervalles de confiance est utilisé. En général, il est basé sur l'intervalle de confiance de 90 %. L'indice de volatilité pour l'intervalle de confiance de 90 % est environ 1,645 fois supérieur à l'indice de volatilité "habituel" qui se rapporte à un intervalle de confiance d'environ 68,27 %.
Il est important pour un casino de connaître à la fois l'avantage de la maison et l'indice de volatilité pour tous ses jeux. L'avantage de la maison indique le type de profit qu'il réalisera en pourcentage du chiffre d'affaires, et l'indice de volatilité indique le montant des réserves de trésorerie dont il a besoin. Les mathématiciens et programmeurs informatiques qui effectuent ce type de travail sont appelés mathématiciens et analystes de jeux. Les casinos ne disposant pas de compétences internes dans ce domaine, ils externalisent leurs besoins auprès d'experts en matière d'analyse des jeux.

### Probabilité du bingo
La probabilité de gagner un jeu de Bingo (sans tenir compte des gagnants simultanés, les gains s'excluant mutuellement) peut être calculée comme suit:
{\displaystyle P(Win)=1-P(Loss)}
puisque gagner et perdre s'excluent mutuellement. La probabilité de perdre est la même que la probabilité qu'un autre joueur gagne (pour l'instant, on suppose que chaque joueur n'a qu'une seule carte de bingo). Avec les joueurs participants: {\displaystyle P(Loss)=P(P_{2}{\mbox{ or }}P_{3}{\mbox{ or }}...P_{n-1}{\mbox{ or }}P_{n})} avec {\displaystyle n} et notre joueur étant désigné {\displaystyle P_{1}} . Cela s'énonce également (pour des événements mutuellement exclusifs) sous la forme suivante:{\displaystyle P(Loss)=P(P_{2})+P(P_{3})+...+P(P_{n})} .
Si la probabilité de gagner pour chaque joueur est égale (comme on peut s'y attendre dans un jeu de hasard équitable), alors {\displaystyle P(P_{1})=P(P_{2})=...=P(P_{n})} et donc {\displaystyle P(Loss)=(n-1)P(P_{1})} et par conséquent {\displaystyle P(Win)=P(P_{1})=1-(n-1)P(P_{1})} . Simplifie les rendements:
{\displaystyle P(P_{1})=1/n}
Dans le cas où plus d'une carte est achetée, chaque carte peut être considérée comme équivalente aux joueurs ci-dessus, avec une chance égale de gagner. {\displaystyle P(C_{1})=1/n_{C}} où {\displaystyle n_{C}} est le nombre de cartes dans le jeu et {\displaystyle C_{1}} est la carte qui nous intéresse.
Un joueur ( {\displaystyle P_{1}} ) tenant {\displaystyle m} cartes sera donc gagnante si l'une de ces cartes l'emporte (en ignorant toujours les victoires simultanés):
{\displaystyle P(P_{1})=P(C_{1})+P(C_{2})+...+P(C_{m})=m/n_{C}}
Un moyen simple pour un joueur d'augmenter ses chances de gagner est donc d'acheter plus de cartes dans un jeu (augmentation de {\displaystyle m} ).
Des gains simultanés peuvent se produire dans certains types de jeux (comme le Bingo en ligne, où le gagnant est déterminé automatiquement, plutôt que de crier "Bingo" par exemple), les gains étant partagés entre tous les gagnants simultanés. La probabilité de notre carte, {\displaystyle C_{1}}, lorsqu'il y a un ou plusieurs gagnants simultanés s'exprime par:
{\displaystyle P(C_{1})=P(w){\frac {w}{n_{C}}}}
où {\displaystyle P(w)} est la probabilité qu'il y ait {\displaystyle w} gagnants simultanés (fonction du type de jeu et du nombre de joueurs) et {\displaystyle {\frac {w}{n_{C}}}} étant la probabilité (équitable) que {\displaystyle C_{1}} est l'une des cartes gagnantes. La valeur globale attendue  pour le paiement ((1 représentant la totalité du pot gagnant) est donc la suivante:
{\displaystyle E={\frac {1}{1}}{\frac {1}{n_{C}}}P(1)+{\frac {1}{2}}{\frac {2}{n_{C}}}P(2)+...+{\frac {1}{n_{C}}}{\frac {n_{C}}{n_{C}}}P(n_{C})}
{\displaystyle E={\frac {1}{n_{C}}}(P(1)+P(2)+...+P(n_{C}))}
Puisque, pour un jeu de bingo normal, qui est joué jusqu'à ce qu'il y ait un gagnant, la probabilité qu'il y ait une carte gagnante, soit {\displaystyle P(1)} ou {\displaystyle P(2)} ou... ou {\displaystyle P(n_{C})}, et que ceux-ci s'excluant mutuellement, on peut affirmer que
{\displaystyle P(1)+P(2)+...+P(n_{C})=1}
et donc que
{\displaystyle E={\frac {1}{n_{C}}}}
Le résultat attendu du jeu n'est donc pas modifié par la présence de gagnants simultanés, tant que le pot est divisé de manière égale entre tous les gagnants simultanés. Cela a été confirmé numériquement.
Pour déterminer s'il est préférable de jouer plusieurs cartes en une seule partie ou de jouer plusieurs parties, la probabilité de gagner est calculée pour chaque scénario, où {\displaystyle m} les cartes sont achetées.
{\displaystyle P(win)_{multiplecards}={\frac {m}{m+n-1}}}
où n est le nombre de joueurs (en supposant que chaque joueur adverse ne joue qu'une seule carte). La probabilité de perdre une partie, où une seule carte est jouée, s'exprime comme suit :
{\displaystyle P(loss)_{game}=1-P(win)=1-{\frac {1}{n}}}
La probabilité de perdre {\displaystyle m} est exprimée comme suit :
{\displaystyle P(loss)_{multiplegames}=(1-{\frac {1}{n}})^{m}}
La probabilité de gagner au moins un match sur un total de {\displaystyle m} probabilité de ne pas perdre toutes les {\displaystyle m} parties:
{\displaystyle P(win)_{multiplegames}=1-(1-{\frac {1}{n}})^{m}}
Quand {\displaystyle m=1}, ces valeurs sont égales:
{\displaystyle P(win)_{multiplecards}=P(win)_{multiplegames}}
mais il a été démontré que {\displaystyle P(win)_{multiplegames}>P(win)_{multiplecards}} pour {\displaystyle m>1} . L'avantage de {\displaystyle P(win)_{multiplegames}} se développe à la fois en tant que {\displaystyle m} s'accroît et {\displaystyle n} diminue. Il est donc  toujours préférable de jouer plusieurs parties plutôt que plusieurs cartes dans une même partie, bien que l'avantage diminue lorsqu'il y a plus de joueurs dans la partie,.

## Voir également
- Mathématiques de la création de livres
- Probabilité de poker
- Prédictions statistiques sur le football des associations
- Jeux d'argent en ligne
- Bingo en ligne